# Alexandru Avramovici
Alexandru (Sandu) Avramovici (n. 1932, București, d. 24 noiembrie 2007) a fost un compozitor, aranjor și chitarist de jazz din România.
A fost ani de-a rândul membru al orchestrei Radioteleviziunii, colaborator al orchestrei Electrecord și șef de combo.
Participant la multe ediții ale festivalurilor de jazz din țară (Ploiești, Sibiu etc.). 
Colaborare cu Ștefan Bănică Jr. si Petre Geambașu în orchestra "Dansez pentru tine".
A fost profesorul chitaristului Alexandru Cotoi.